# Mount Barker (Australia Occidentale)
Mount Barker è una città situata nella regione di Great Southern, in Australia Occidentale; essa si trova 360 chilometri a sud-sud-est di Perth ed è la sede della Contea di Plantagenet. Al censimento del 2006 contava 1.761 abitanti.